# Noémie Nakai
Noémie Nakai (Japans: 中井ノエミ, Nakai Noémie) (Tokio, 2 december 1990) is een Frans-Japanse model en actrice.
Noémie Nakai studeerde af aan het Lycée International de Saint-Germain-en-Laye in Frankrijk en de Keio University in Japan. Ze studeerde ook aan de Universiteit van Nottingham in Engeland. Haar vader is Japans en haar moeder is Frans.

## Filmografie

### Film
Uitgezonderd korte films.
| Jaar | Titel                                     | Rol            | Opmerkingen |
| ---- | ----------------------------------------- | -------------- | ----------- |
| 2015 | Equals                                    | Burger         |             |
| 2015 | Sayônara                                  | Franse Android |             |
| 2016 | High & Low: The Red Rain                  | Furuno         |             |
| 2016 | Death Note: Light Up the New World        | J              |             |
| 2017 | Hikari                                    | Model          |             |
| 2017 | Cocooning: The story of Tomioka Silk Mill | Emilie Brunat  |             |
| 2017 | High & Low: The Movie 2 - End of Sky      | Furuno         |             |
| 2021 | Army of Thieves                           | Beatrix        |             |

### Televisie
Uitgezonderd eenmalige gastrollen.
| Jaar      | Titel                             | Rol               | Opmerkingen    |
| --------- | --------------------------------- | ----------------- | -------------- |
| 2014-2015 | Itazura na Kiss: Love in Tokyo    | Christine Robbins | 8 afleveringen |
| 2015      | Ten'nô no Ryôriban                | Simone            | 2 afleveringen |
| 2016      | Kasôken no onna: New Year Special | Elisa Dubois      | Televisiefilm  |
| 2016      | Watashi wo hanasanai de           | Manami            | 6 afleveringen |

### Computerspel
| Jaar | Titel | Rol                    | Opmerkingen |
| ---- | ----- | ---------------------- | ----------- |
| 2019 | Grid  | Diverse stemmen (stem) |             |